# 애스턴 마틴 DB9

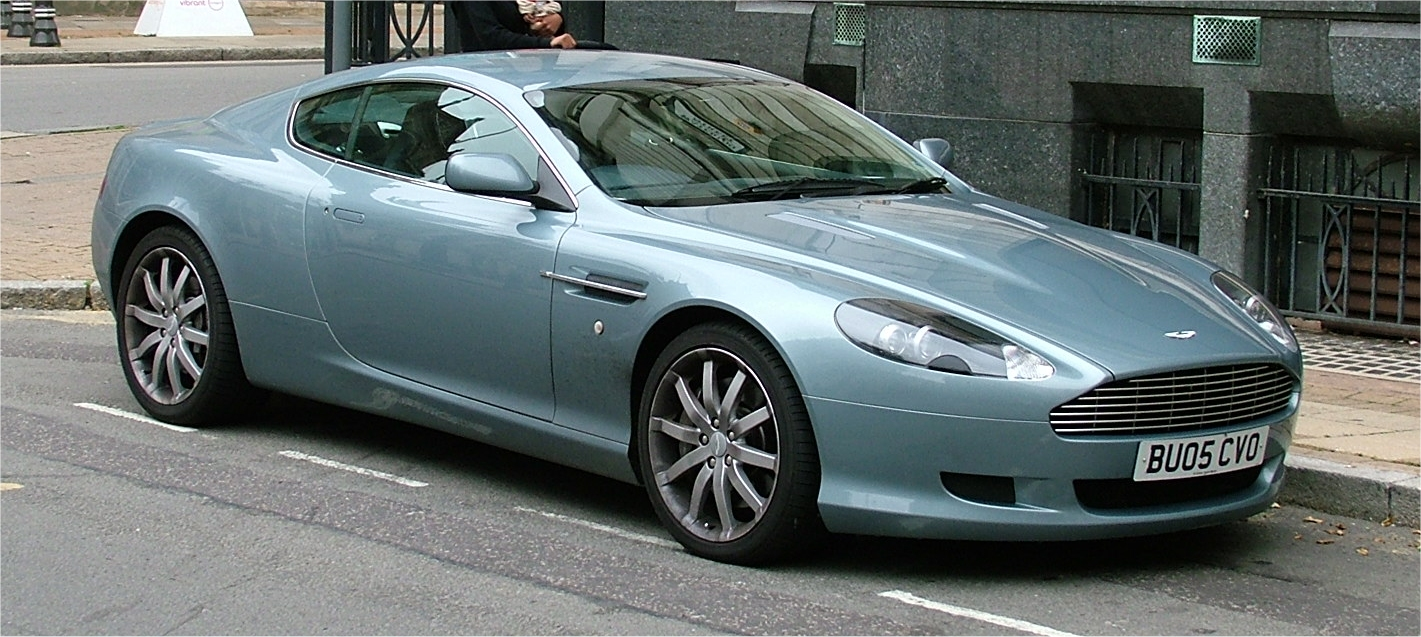
애스턴 마틴 DB9 쿠페

애스턴 마틴 DB9(Aston Martin DB9)은 2004년 애스턴 마틴이 발표한 GT카로 1994년 발표된 DB7의 후속 모델이다.

## 개요
DB9은 잉글랜드 워윅셔 주의 게이돈(Gaydon) 공장에서 제작되었고, "DB"란 이름은 애스턴 마틴 역사에 있어 많은 영향을 끼쳤던 소유주 데이비드 브라운(David Brown)의 이름에서 따왔다. DB9의 디자인은 이안 칼럼(Ian Callum)이 시작해서 그 후임자인 헨릭 피스켈(Henrik Fisker)이 완성했다.
DB9는 쿠페와 컨버터블의 두가지 모델이 있다. 두 모델 모두 애스턴 마틴 뱅퀴시에서 사용된 6.0리터 V12 엔진을 장착하고 있어 제동마력으로 450마력(335킬로와트)을 낼 수 있다.
2016년에 후속 차종인 DB11이 출시되면서 단종되었다.

## 경쟁 차종
DB9의 경쟁 차종으로는 페라리 F430과 포르쉐 911을 꼽고 있다.